# Ligue 1
Ligue 1 (eller Le Championnat) er navnet på den bedste franske fodboldliga, før 2002 kaldtes ligaen "Division 1". Ligaen har i øjeblikket 20 hold, som senest blev ændret fra 2016-17-sæsonen, hvor antallet blev øget fra 18 til 20 hold. 
Siden årtusindskiftet har Paris Saint-Germain og Olympique Lyon været de dominerende hold med henholdsvis otte og syv mesterskaber, Lyon sikrede sig syv mesterskaber i træk mellem 2002 og 2008, Saint-Germain syv år i træk fra 2013 til 2020.
Flest mesterskaber har Paris Saint-Germain F.C, der tretten gange er endt øverst i tabellen. Adskillige danskere har i tidens løb spillet i Ligue 1.

## Tidligere vindere
Denne liste viser mestrene fra den professionelle æra (1932-nu).
| Klub                | Sejre | Sejrende år |
| ------------------- | ----- | --- |
| Paris Saint-Germain | 13    | 1985-86, 1993-94, 2012-13, 2013-14, 2014-15, 2015-16, 2017-18, 2018-19, 2019-20, 2021-22, 2022-23, 2023-24, 2024-25 |
| Saint-Étienne       | 10    | 1956-57, 1963-64, 1966-67, 1967-68, 1968-69, 1969-70, 1973-74, 1974-75, 1975-76, 1980-81                            |
| Marseille           | 9     | 1936-37, 1947-48, 1970-71, 1971-72, 1988-89, 1989-90, 1990-91, 1991-92, 2009-10                                     |
| Monaco              | 8     | 1960-61, 1962-63, 1977-78, 1981-82, 1987-88, 1996-97, 1999-00, 2016-17                                              |
| Nantes              | 8     | 1964-65, 1965-66, 1972-73, 1976-77, 1979-80, 1982-83, 1994-95, 2000-01                                              |
| Lyon                | 7     | 2001-02, 2002-03, 2003-04, 2004-05, 2005-06, 2006-07, 2007-08                                                       |
| Bordeaux            | 6     | 1949-50, 1983-84, 1984-85, 1986-87, 1998-99, 2008-09                                                                |
| Reims               | 6     | 1948-49, 1952-53, 1954-55, 1957-58, 1959-60, 1961-62                                                                |
| Nice                | 4     | 1950-51, 1951-52, 1955-56, 1958-59                                                                                  |
| Lille               | 4     | 1945-46, 1953-54, 2010-11, 2020-21                                                                                  |
| Sochaux             | 2     | 1934-35, 1937-38 |
| Sète                | 2     | 1933-34, 1938-39 |
| Lens                | 1     | 1997-98 |
| RCF Paris           | 1     | 1935-36 |
| Strasbourg          | 1     | 1978-79 |
| Olympique Lillois   | 1     | 1932-33 |
| Roubaix-Tourcoing   | 1     | 1946-47 |
| Auxerre             | 1     | 1995-96 |
| Montpellier         | 1     | 2011-12 |

## Europacup
Efter sæsonen 2008/2009, kvalificerer både den franske mester og nr. 2 sig direkte til Champions League, mens nr. 3 indtræder i 3. kvalifikationsrunde til samme turnering. Pokalmesteren og nr. 4 indtræder i Europa League mens nr. 5 indtræder i kvalifikationsrunden til Conference League.

## Danske spillere
- Christian Poulsen
- Simon Kjær
- Martin Braithwaite
- Daniel Wass
- Jonas Lössl
- Ronnie Schwartz
- Nicki Bille Nielsen
- Mads Albæk
- Lars Jacobsen
- Jesper Juelsgård
- Kian Hansen
- Jesper Hansen
- Michael Gravgaard
- Kasper Dolberg
- Lukas Lerager
- Nicolaj Thomsen
- Andreas Cornelius
- Joachim Andersen
- Rasmus Nicolaisen
- Mikkel Desler
- Kasper Schmeichel
- Mohamed Daramy